# Potentilla linilaciniata
Potentilla linilaciniata är en rosväxtart som beskrevs av P. van Royen. Potentilla linilaciniata ingår i Fingerörtssläktet som ingår i familjen rosväxter. Inga underarter finns listade i Catalogue of Life.